# Clinton (Indiana)
Clinton – miasto w Stanach Zjednoczonych, w stanie Indiana, w hrabstwie Vermillion.